# Václav Havel
Václav Havel (es pronuncia: [ˈvaːt͡slaf ˈɦavɛl]; Praga, Txecoslovàquia, 5 d'octubre de 1936 – Hrádeček, Vlčice, República Txeca, 18 de desembre del 2011) fou un escriptor, dramaturg i polític txec. Fou l'últim president de Txecoslovàquia i el primer de la República Txeca.

## Biografia

### Inicis
Nasqué el 5 d'octubre de 1936 a Praga, en el si d'una família de classe alta (el seu pare va ser empresari cinematogràfic i posseïa un estudi cinematogràfic i altres empreses, i el seu avi matern havia estat un famós diplomàtic i periodista). El jove Václav va tenir problemes per continuar els seus estudis a l'etapa comunista després d'acabar la seva educació escolar el 1951, pel seu origen burgès. Va poder matricular-se a la Facultat de Ciències Econòmiques de Praga i el 1964 va contraure matrimoni amb Olga Šplíchalová, d'origen obrer, a qui dedicaria les seves Cartes a Olga, escrites durant les freqüents visites a la presó, escrites durant les freqüents visites a la presó. Després d'iniciar estudis sobre economia a la Universitat de Praga, fins que abandonà la carrera universitària. Va treballar com a assistent en un laboratori de química fins que va aconseguir establir-se com a dramaturg a fins de la dècada de 1950, després d'estudiar Art Dramàtic per correspondència. Va aconseguir fama com a autor poètic amb obres com Zahradni slavnost («La festa», 1963) i Vyrozumeni («El memoràndum», 1965). Va pertànyer al grup d'escriptors entorn de la revista Tvar.

## Activitat política
Va oposar-se a la invasió de Txecoslovàquia el 1968 per part de les tropes soviètiques durant els fets coneguts com la Primavera de Praga, la qual cosa li va suposar la prohibició de la publicació de les seves obres.
Fou empresonat per la seva defensa dels Drets Humans i posteriorment fou un dels fundadors del moviment social Carta 77, el 1977, i líder del grup opositor Fòrum Cívic, el 1989.
Després de la caiguda del règim comunista durant la Revolució de Vellut, Havel, com a líder del grup Fòrum Cívic, fou elegit president la República de Txecoslovàquia el 29 de desembre de 1989, càrrec en el qual fou ratificat després de guanyar les eleccions democràtiques de 1990.
El 1992 s'iniciaren les negociacions entre txecs i eslovacs amb l'objectiu de crear dues repúbliques independents, la República Txeca i la República d'Eslovàquia. Havel va dimitir com a president de la República de Txecoslovàquia el 2 de juliol de 1992, i es feu efectiva la separació dels dos països l'1 de gener de 1993.
El 26 de gener de 1993, fou elegit president de la nova República Txeca en les eleccions que hom havia convocat. Durant la seva presidència va aconseguir l'ingrés del país a l'Organització del Tractat de l'Atlàntic Nord (OTAN). Reescollit com a president el 1998, finalitzà el seu mandat l'any 2003, en què fou succeït per Václav Klaus.
L'any 1990 fou guardonat amb el Premi Internacional Simón Bolívar, concedit per la UNESCO i el govern de Veneçuela. El 1991 fou guardonat amb el Premi Internacional Carlemany en reconeixement de la seva trajectòria a favor de la construcció europea; el 1995, amb el Premi Internacional Catalunya en la seva setena edició, juntament amb Richard von Weizsäcker, i el 1997, amb el Premi Príncep d'Astúries de Comunicació i Humanitats, juntament amb la cadena de televisió CNN. També va rebre el Premi Erasmus per la seva contribució a la construcció d'Europa i el Premi austríac de literatura europea.

## Carrera postpresidencial

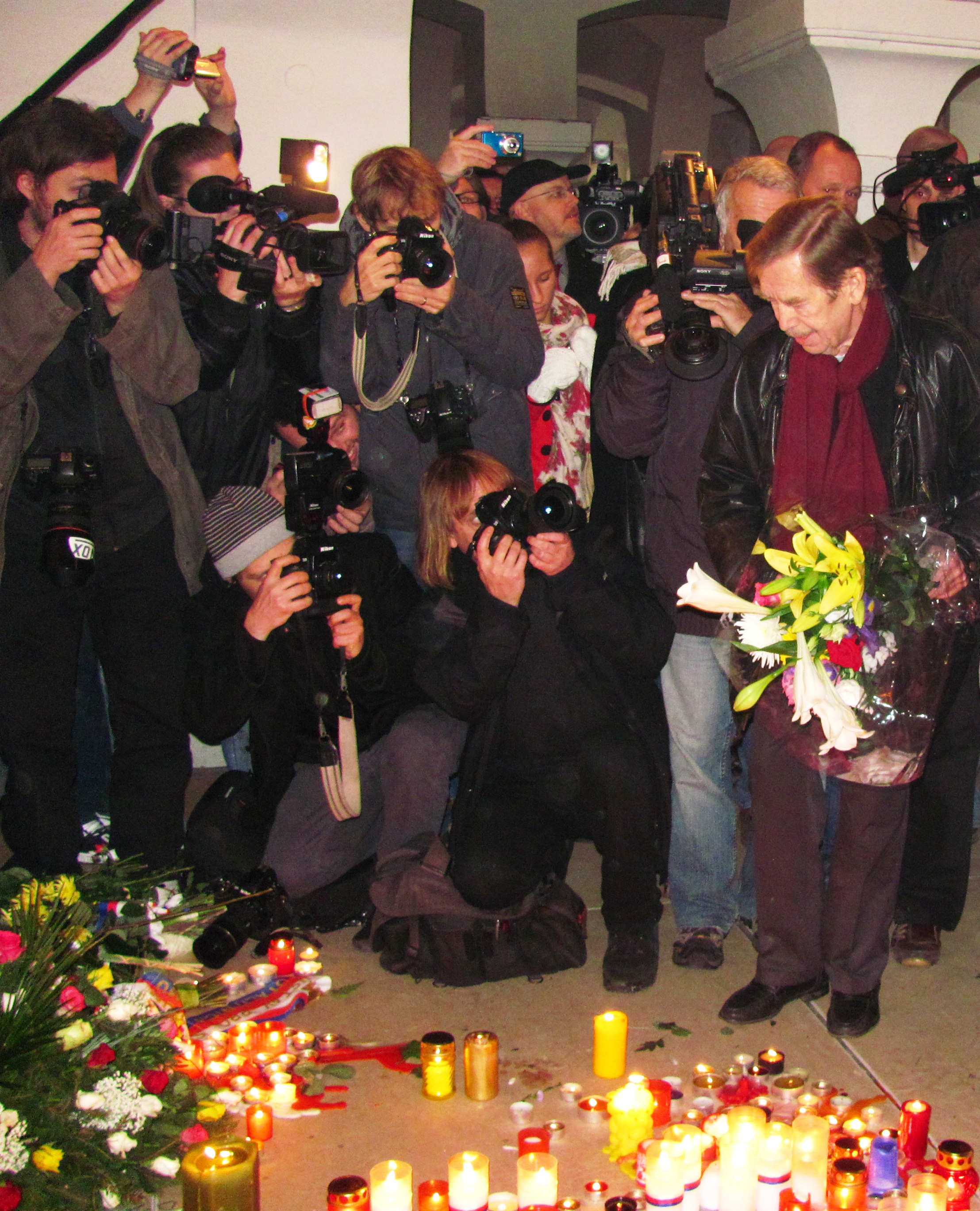
Václav Havel al Velvet Revolution Memorial (carrer Národní, Praga) el novembre de 2010

A partir de 1997, Havel va acollir el Forum 2000, una conferència anual per identificar els problemes clau que s'enfronta a la civilització i explorar maneres d'evitar l'escalada de conflictes que tenen com a components principals la religió, la cultura o l'ètnia. L'any 2005, l'antic president va ocupar la Càtedra Kluge per a la Cultura Moderna al Centre John W. Kluge de la Biblioteca del Congrés dels Estats Units, on va continuar la seva recerca sobre els drets humans. El novembre i desembre de 2006, Havel va passar vuit setmanes com a artista visitant en residència a la Universitat de Colúmbia. L'estada va ser patrocinada per la Columbia Arts Initiative i va incloure actuacions i panells centrats en la seva vida i idees, inclosa una conversa pública amb l'antic president dels Estats Units Bill Clinton. Paral·lelament, la Untitled Theatre Company No. 61 va llançar un Havel Festival, el primer festival complet de les seves obres en uns quants llocs de la ciutat de Nova York, com ara el Brick Theatre i l'Ohio Theatre, en celebració del seu 70è aniversari. Havel era membre de la World Future Society i es va dirigir als membres de la Societat el 4 de juliol de 1994. El seu discurs es va imprimir posteriorment a la revista THE FUTURIST (juliol de 1995).

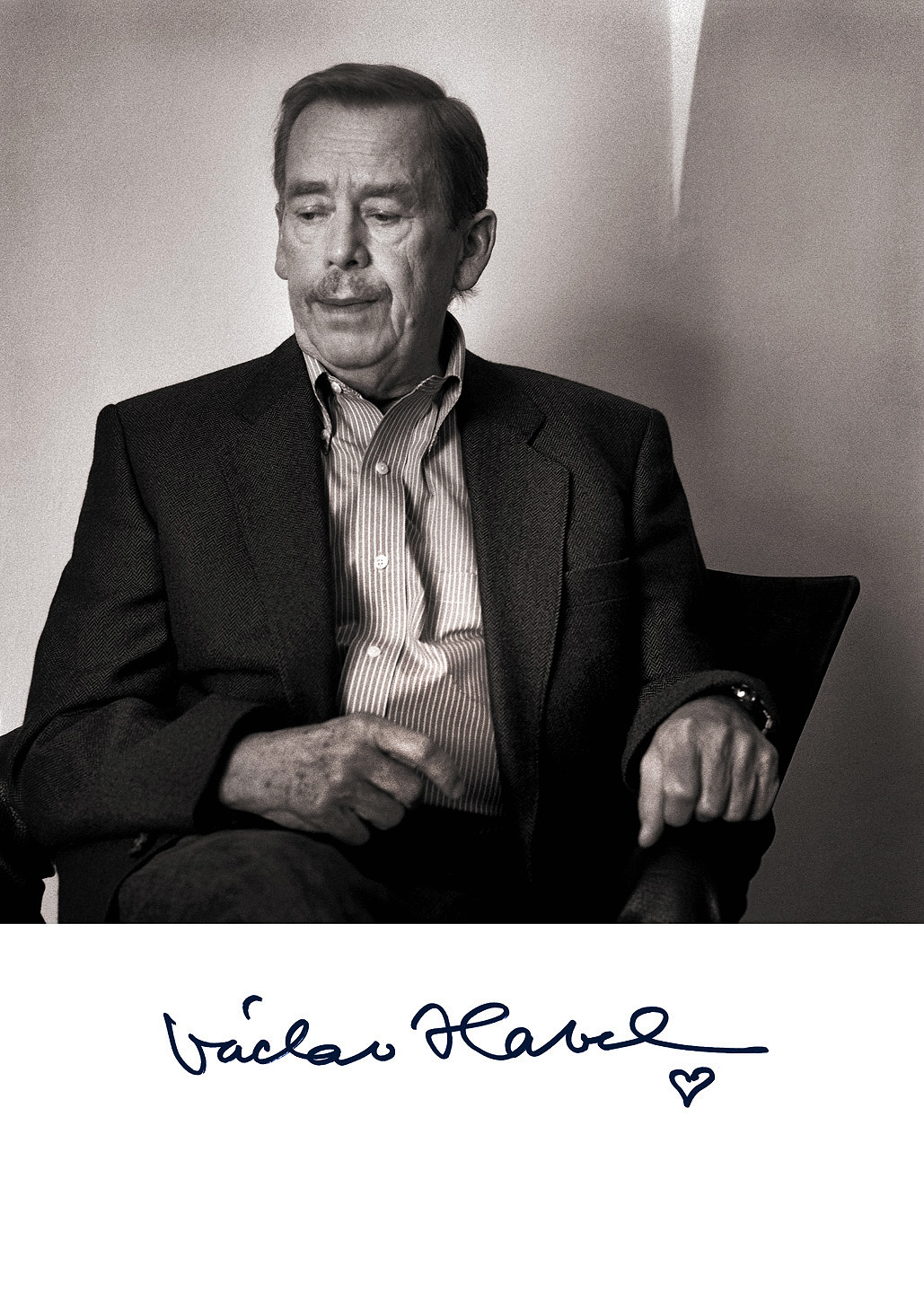
En la seva postpresidència Havel es va centrar en els afers europeus.

Havel era molt admirat pels ciutadans txecs. A l'enquesta realitzada per al programa de televisió de 2005 Největší Čech (la derivació txeca de la BBC 100 Greatest Britons), Havel va ocupar el tercer lloc.
Les memòries de Havel sobre la seva experiència com a president, Cap al Castell i Tornada, es van publicar el maig de 2007. El llibre barreja una entrevista a l'estil de Disturbing the Peace amb memòries reals que va enviar al seu personal i entrades i records moderns del diari.
El 4 d'agost de 2007, Havel es va reunir amb membres del Teatre Lliure de Bielorússia a la seva casa d'estiueig a la República Txeca en una mostra del seu continu suport, que ha estat fonamental per aconseguir el reconeixement internacional i la pertinença del teatre a la Convenció Teatral Europea.
Havel va fer una vaga de fam el 2007 per donar suport al metge i activista dels drets humans kurd Yekta Uzunoglu en la seva batalla legal. Va ser el primer expresident a la història del món que va fer una vaga de fam per donar suport a la batalla legal d'un estranger al seu país.
La primera obra nova de Havel en gairebé dues dècades, Leaving, es va publicar el novembre de 2007, i havia de tenir la seva estrena mundial el juny de 2008 al Teatre Vinohrady de Praga, però el teatre la va retirar al desembre perquè sentia que no podia proporcionar el suport tècnic necessari per muntar l'obra. En canvi, l'obra es va estrenar el 22 de maig de 2008 al Teatre Archa amb gran ovació. Havel va basar l'obra en el rei Lear, de William Shakespeare, i en L'hort dels cirerers, d'Anton Txékhov; El canceller Vilém Rieger és el personatge central de Leaving, que s'enfronta a una crisi després de ser destituït del poder polític. Havel va dirigir posteriorment una versió cinematogràfica de l'obra, que es va estrenar a la República Txeca el 22 de març de 2011.
Altres obres són el breu esbós Pět Tet, una seqüela moderna de Unveiling, i The Pig, o Václav Havel's Hunt for a Pig, que es va estrenar a Brno al Theater Goose on a String i es va estrenar en anglès al 3LD Art & Technology. Center a Nova York, en una producció de la Untitled Theatre Company No. 61, en una producció realitzada en taller al Festival de la Fàbrica de Gel el 2011 i posteriorment reviscuda com a producció completa el 2014, convertint-se en una selecció del New York Times Critic's Pick.
El 2008, Havel va ser membre del Consell Europeu de Tolerància i Reconciliació. Es va reunir en privat amb el president dels Estats Units, Barack Obama, abans de la marxa d'Obama després del final de la cimera de la Unió Europea (UE) i els Estats Units (EUA) a Praga l'abril de 2009. Havel va ser president del Consell Internacional de la Fundació dels Drets Humans i membre del consell assessor internacional de la Fundació Memorial de les Víctimes del Comunisme.
Havel va ser partidari de la Campanya per a l'establiment d'una Assemblea Parlamentària de les Nacions Unides, una organització que fa campanya per la reforma democràtica de les Nacions Unides i la creació d'un sistema polític internacional més responsable. A partir de la dècada de 1980, Havel va donar suport al moviment de la política verda, en part a causa de la seva amistat amb el cofundador del partit Aliança alemanya 90/Els Verds Milan Horáček. Des del 2004 fins a la seva mort, va donar suport al Partit Verd Txec.

## Mort
Una setmana abans de la seva mort, es va reunir amb el seu vell amic, el Dalai Lama, a Praga; Havel va aparèixer en una cadira de rodes.
Havel va morir al matí del 18 de desembre de 2011, als 75 anys, a la seva casa rural de Hrádeček.
El primer ministre Petr Nečas va anunciar un període de dol de tres dies del 21 al 23 de desembre, data anunciada pel president Václav Klaus per al funeral d'estat. La missa fúnebre es va celebrar a la catedral de Sant Vito, celebrada per l'arquebisbe de Praga Dominik Duka i el bisbe Václav Malý, vell amic de Havel. Durant el servei, es va disparar una salutació de 21 armes en honor de l'antic president i, d'acord amb la petició de la família, va seguir una cerimònia privada al crematori Strašnice de Praga. Les cendres de Havel van ser col·locades a la tomba familiar al cementiri de Vinohrady a Praga. El 23 de desembre de 2011 es va celebrar el Concert Homenatge a Václav Havel al Palac Lucerna de Praga.